# 酷似
| ウィキペディアには「酷似」という見出しの百科事典記事はありません（タイトルに「酷似」を含むページの一覧/「酷似」で始まるページの一覧）。 代わりにウィクショナリーのページ「酷似」が役に立つかもしれません。 |